# Anne-Marie Blot
Pour les articles homonymes, voir Blot.
Anne-Marie Blot est une actrice française, née à Paris 12e le 17 avril 1946 et morte le 18 avril 2009 à Rancho Mirage en Californie.

## Biographie
Anne-Marie Blot a été élève du Conservatoire national supérieur d'art dramatique à Paris (promotion 1966).

## Filmographie
- 1964 : Des pissenlits par la racine de Georges Lautner : La fille à la casquette
- 1964 : Les Barbouzes de Georges Lautner
- 1965 : Du rififi à Paname de Denys de La Patellière
- 1968 : Caroline chérie de Denys de La Patellière
- 1969 : L'Officier recruteur de Jacques Pierre
- 1970 : Le Distrait de Pierre Richard : Véronique
- 1976 : Un éléphant ça trompe énormément d'Yves Robert : Marie-Ange
- 1977 : Nous irons tous au paradis d'Yves Robert : Marie-Ange, l'ex-femme de Bouly
- 1978 : Les Enquêtes du commissaire Maigret, épisode : Maigret et les témoins récalcitrants de Denys de La Patellière